# Schlacht von Başgedikler
Oltenița – Achalziche – Başgedikler – Sinope – Cetate – Silistra – Nigojeti – Tscholok – Odessa – Kurekdere – Petropawlowsk-Kamtschatski – Alma – Sewastopol – Bomarsund – Balaklawa – Inkerman – Jewpatorija – Taganrog – Çorğun – Kars – Tschernaja – Malakow – Kinburn – Pariser Frieden
Die Schlacht von Başgedikler war eine Schlacht des Krimkriegs, die sich am 1. Dezember 1853 im Nordosten der Türkei ereignete. 

## Verlauf
Nach der erlittenen Niederlage in der Schlacht von Achalziche konzentrierte sich die osmanische Armee im stark befestigten Gebiet von Başgedikler, im heutigen Landkreis Kars nahe der armenischen Grenze. Von dort aus plante sie mit ca. 36.000 Mann einen erneuten Feldzug in den russischen Kaukasus. Eine zahlenmäßig deutlich kleinere russische Armee (etwa 10.000) unter General Wassili Bebutow erreichte die Umgebung von Başgedikler, wo sich die Osmanen in Sicherheit wähnten, und unternahm völlig überraschend einen Frontalangriff auf die türkischen Stellungen, in deren Zentrum sich eine Batterie von 20 Geschützen befand. Die russischen Grenadiere wurden von armenischen Verbänden unterstützt. Nach einer heißen Nahkampfphase im Zuge des russischen Bajonettangriffs fiel die osmanische Batterie. Währenddessen konnte die russische Kavallerie den rechten Flügel der Osmanen durchbrechen und in den Rücken der osmanischen Armee fallen. Unter den osmanischen Soldaten breitete sich Panik aus und sie begannen mit einer ungeordneten Flucht nach Kars. In der Schlacht verloren die Osmanen ca. 6000 Soldaten, während die Verluste der Russen etwa 1200 Mann betrugen.

## Folgen
Der Sieg von Bebutow kam für die Osmanen und ihre islamischen Verbündeten im Nordkaukasus völlig überraschend und machte deren Pläne zur Eroberung des Kaukasus endgültig zunichte. Wenige Tage nach der Schlacht von Başgedikler wurde die osmanische Flotte in der Seeschlacht bei Sinope vernichtet. Dadurch verloren die Osmanen die Möglichkeit der Unterstützung ihrer Truppen auf dem Seeweg und somit jegliche strategische Initiative im Kaukasus, die Russen konnten ihre Positionen dort festigen.